# Deutsche Meisterschaft im Straßenrennen 1968
Die Deutsche Meisterschaft im Straßenrennen 1968 wurde am 28. Juli in Pforzheim in Baden-Württemberg ausgetragen. Startberechtigt waren die Berufsfahrer mit einer Lizenz des Bundes Deutscher Radfahrer. Die Strecke war 175 Kilometer lang. Sieger wurde Rolf Wolfshohl.

## Rennverlauf
Gefahren wurde auf einem Rundkurs von 7 Kilometern durch die Innenstadt von Pforzheim, der 25-mal absolviert werden musste. 17 Radrennfahrer aus acht verschiedenen Radsportteams stellten sich dem Starter. Der spätere Sieger Rolf Wolfshohl initiierte mehrfach Ausreißversuche mit verschiedenen Gruppen. In der 23. Runde distanzierte Wolfshohl Rudi Altig, der Favorit des Rennens galt, entscheidend. In der letzten Runde setzte er sich drei Kilometer vor dem Ziel am Buckenberg von seinem letzten Begleiter Winfried Bölke ab und kam als Solist ins Ziel. Es war nach zehn Meisterschaftserfolgen im Querfeldeinrennen sein erster Straßentitel.

## Ergebnis
| Platz | Fahrer                 | Team              | Zeit (h)       |
| ----- | ---------------------- | ----------------- | -------------- |
| 01.   | Rolf Wolfshohl         | BiC               | 4:43:00'       |
| 02.   | Winfried Bölke         | Peugeot           | + 0:17 Minuten |
| 03.   | Hennes Junkermann      | Batavus           | + 1:48 Minuten |
| 04.   | Dieter Puschel         | Zimba             | + 1:50 Minuten |
| 05.   | Karl-Heinz Kunde       | Batavus           | gl. Zeit       |
| 06.   | Peter Glemser          | Tigra             | + 4:05 Minuten |
| 07.   | Herbert Wilde          | Batavus           | gl. Zeit       |
| 08.   | Wilfried Peffgen       | Salvarani         | + 5:25 Minuten |
| 09.   | Rudi Altig             | Salvarani         | gl. Zeit       |
| 010.  | Klemens Großimlinghaus | Willem II Gazelle | + 5:42 Minuten |
| 0 …   |                        |                   |                |